# Harsiesis
Pour les articles homonymes, voir Horus (homonymie) et Horus.
Harsiesis, Horsaïsé ou Hor sa Aset, « Horus fils d'Isis » est une représentation d'Horus. Dieu-faucon, il est très adoré dans le delta du Nil où il est considéré comme vengeur de son père Osiris contre son oncle Seth, prince du désert.
Fils posthume d'Osiris, la figure d'Horsaïsé est indissociable de celle de sa mère Isis. Elle le met au monde dans les marais de Khemmis, lieu symbolique situé dans le delta, où elle le cache et le protège de tout danger. Mais son caractère emporté rend mal cette sollicitude : adolescent, il lui coupe la tête parce qu'elle a montré de la pitié pour Seth. Thot fournit une tête de remplacement à la déesse, mais c'est une tête de vache.
Il est habituellement représenté comme un enfant, le doigt à la bouche ; c'est un aspect qui le confond avec Harpocrate dont il est cependant différencié par deux aspects :
- nouveau-né, sur les genoux de sa mère qui le nourrit, cachés dans un fourré de papyrus ;
- jeune homme, d'allure proche de celle d'Harendotès, très combatif, dont les démêlés avec son oncle Seth sont l'objet d'un mythe aux multiples péripéties.

Ce théonyme est porté par plusieurs princes de la XXIIe dynastie, dont deux grands prêtres d'Amon, Harsiesi Ier et Harsiesi II. On le retrouve également porté par un grand prêtre d'Atoum, grand-père maternel du pharaon Nékao II.